# Cabariot
Cabariot é uma comuna francesa na região administrativa da Nova Aquitânia, no departamento de Charente-Maritime. Estende-se por uma área de 15,12 km². Em 2010 a comuna tinha 1 386 habitantes (densidade: 91,7 hab./km²).